# 코너 랜들
코너 스티븐 랜들(Connor Steven Randall, 1995년 10월 21일 ~ )은 잉글랜드의 축구 선수이다. 현재 스코티시 프리미어십의 로스 카운티 FC 소속으로 뛰고 있으며 포지션은 라이트 백이다.